# Akaogiïta
L'akaogiïta és un mineral de la classe dels òxids que pertany al grup de la baddeleyita. És un polimorf de l'anatasa, la brookita, el rútil i la riesita. Va ser anomenada per Masaki Akaogi, professor de química de la Universitat de Gakushuin, Tòquio (Japó).

## Característiques
L'akaogiïta és un òxid de fórmula química TiO₂. Cristal·litza en el sistema monoclínic.

## Formació i jaciments
Es forma com a resultat de les altes pressions per impactes meteorítics, per tant un lloc on se sol trobar és en cràters d'impacte.